# Paul Abadie

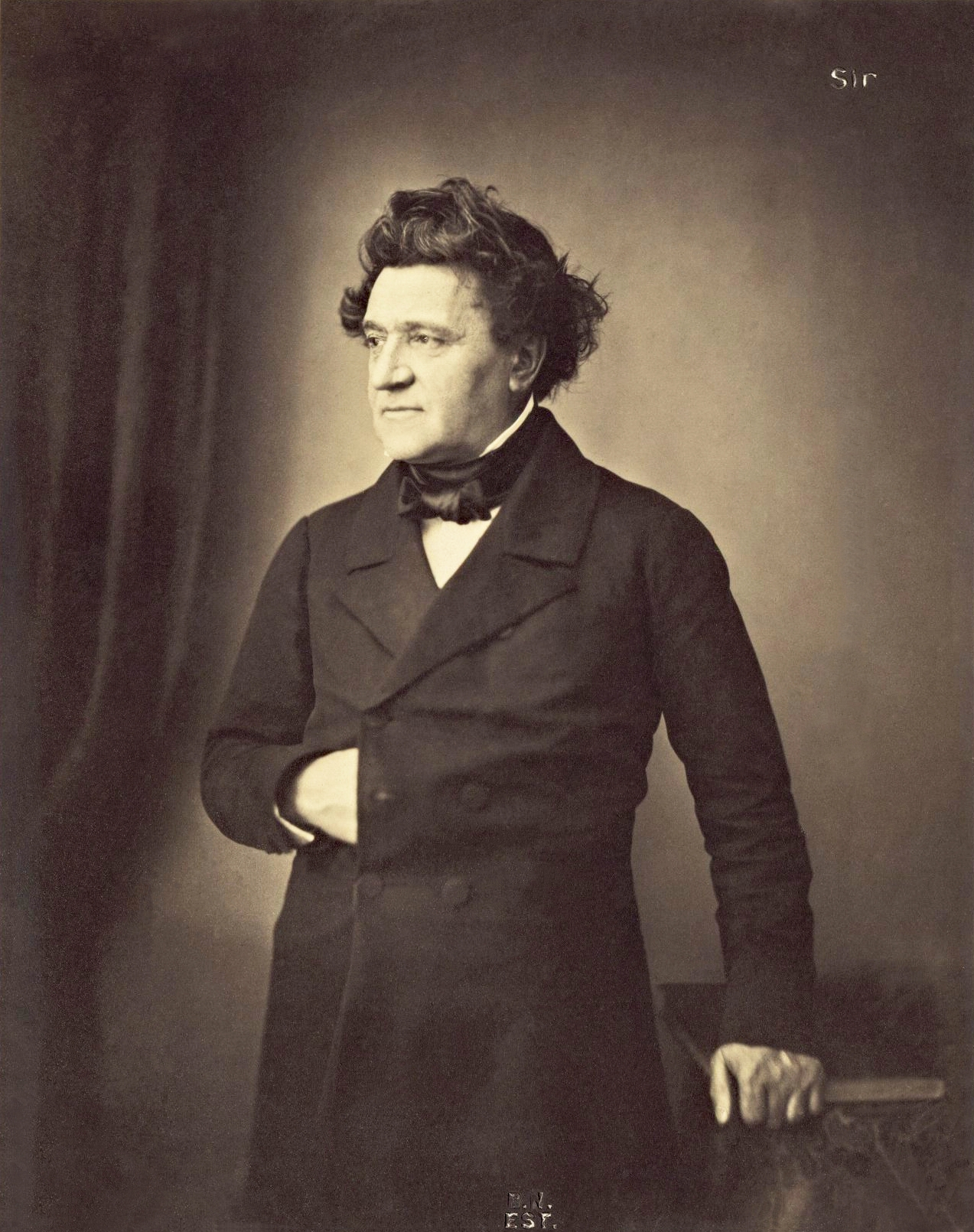
Paul Abadie

Paul Abadie der Jüngere (* 9. November 1812 in Paris; † 3. August 1884 in Chatou, Département Yvelines) war ein französischer Architekt und Denkmalpfleger. Er gilt als Hauptvertreter des französischen Historismus. Bekanntheit erlangte Paul Abadie vor allem durch den Entwurf der Basilika Sacré-Cœur auf dem Montmartre in Paris, deren Bau er begann, aber nicht vollenden konnte. Daneben führte er zahlreiche Restaurierungen an Kirchengebäuden im Süden Frankreichs durch.

## Leben

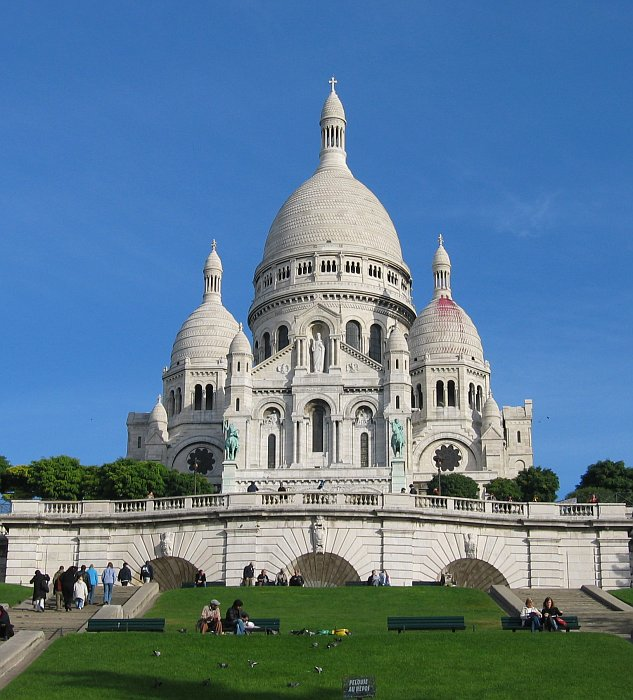
Basilika Sacré-Cœur, Paris

Als Sohn des gleichnamigen Architekten war Abadie in den Jahren von 1835 bis 1838 Schüler der École des beaux-arts in Paris unter dem Architekten Jules Leclerc und Schüler des Malers Jean Alaux. 1840 in der Agence des Archives du Royaume und 1842 im Conseil des bâtiments civils beamtet, wurde er 1845 Hauptbauinspektor des Hôtel de la chambre des députés (Abgeordnetenkammer), kündigte aber unverzüglich, um als zweiter Inspektor in die Agentur einzutreten, die unter der Leitung von Jean-Baptiste-Antoine Lassus und Eugène Viollet-le-Duc mit der Restauration der Kathedrale Notre-Dame in Paris beauftragt worden war.
Seit 1844 war er im Auftrag der Kommission für historische Baudenkmäler (commission des monuments historiques) mit der Erforschung der Bauten im südwestlichen Frankreich beschäftigt. 1849 wurde er zum Auditor der commission des arts et édifices religieux (Kommission für Kirchenkunst und Kirchenbau) sowie zum Diözesanarchitekten für Angoulême, Périgueux und Cahors ernannt. Im Jahr 1874 trat er die Nachfolge von Viollet-le-Duc als Diözesanarchitekt für Paris an, der seine Kündigung eingereicht hatte, im Jahr 1881 jene von Jean-Louis Labbé als Diözesanarchitekt für Bordeaux. In diesen Eigenschaften restaurierte er in den folgenden Jahren unter anderem in Périgueux und Bordeaux Sakralbauten und andere im Besitz der Kirche befindliche Gebäude.
Paul Abadie starb im Alter von 71 Jahren im Jahr 1884 auf einem Bahnsteig in Chatou. Er ruht neben seiner Ehefrau Louise, geborene Mallard († 1860) auf dem Friedhof von Chatou.
Einer seiner Schüler war Edouard Warin (1837–1911), der seinen Stil u. a. bei der Restaurierung der Kirche von Villebois-Lavalette nachahmte.

## Werkauswahl

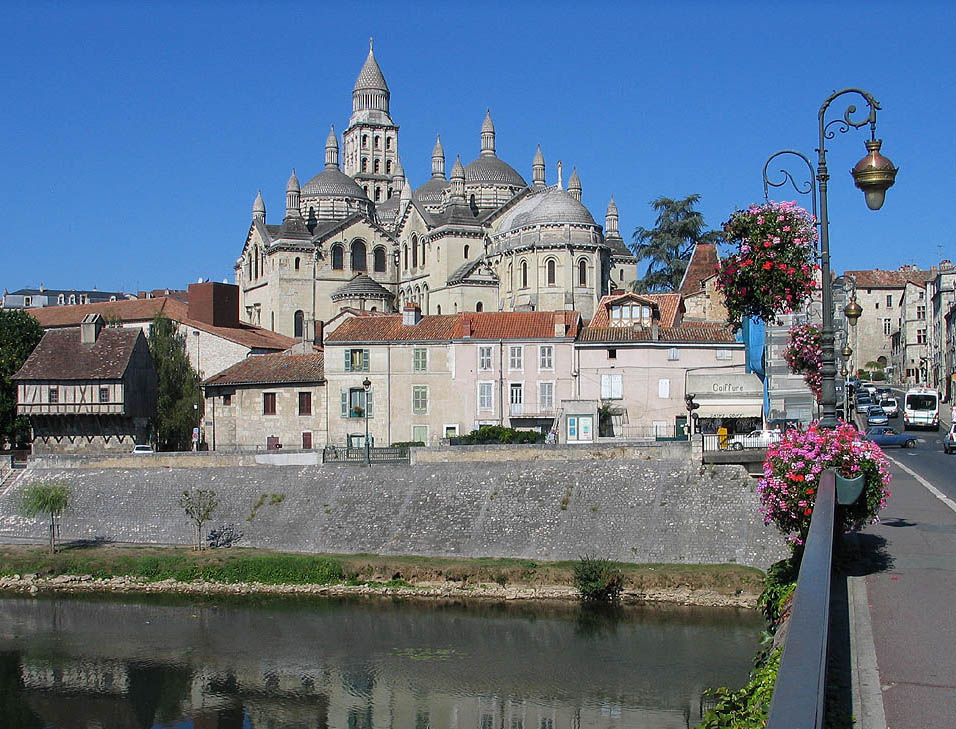
Kathedrale Saint-Front, Périgueux

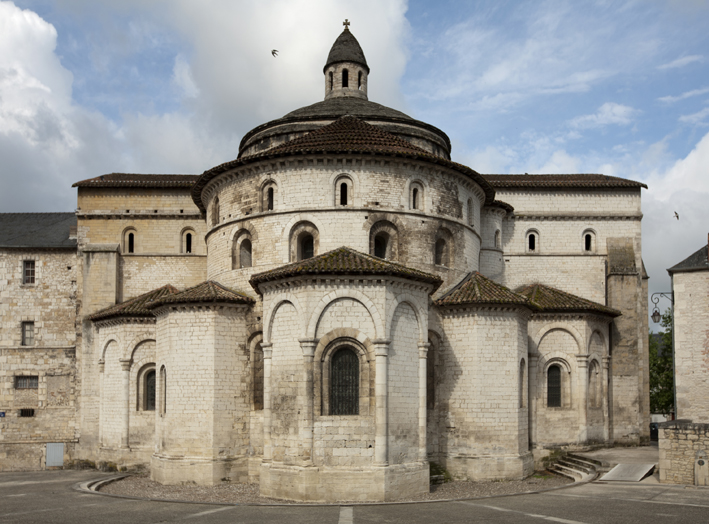
Abteikirche Sainte-Marie, Souillac

Besonderes Merkmal vieler seiner Bauten und Restaurierungen sind unbelichtete, also rein dekorativ bzw. hoheitlich gemeinte Laternen. 

### Bauten
- Basilika Sacré-Cœur, Paris
- Kirche von Chatou
- Neoromanische Kirche Saint-Georges von Mussidan
- Schloss Mailleberchie, Villebois-Lavalette

### Restaurierungen
- Kathedrale Notre-Dame de Paris (unter der Oberleitung von Viollet-le-Duc)
- Kirche Sainte-Croix, Bordeaux
- Tour Saint-Michel, Bordeaux
- Kirche Saint-Ferdinand, Bordeaux
- Kirche der Bastide (Église de la Bastide), Bordeaux
- Sakristei der Kathedrale Saint-André, Bordeaux
- Kathedrale Saint-Front, Périgueux
- Kirche Saint-Georges, Périgueux
- Abteikirche Saint-Pierre, Brantôme
- Kathedrale St. Pierre, Angoulême
- Kathedrale Saint-Etienne, Cahors
- Kirche Saint-Léger, Cognac
- Kirche Saint-Cybard, Roullet
- Abteikirche von Souillac
- Kirche von Saint-Michel d’Entraygues

### Sonstiges
- Grabmal für Jean-Louis Guez de Balzac, Angoulême (Hôtel Dieu, Kapelle)

## Auszeichnungen
- 1856: Ritter der Ehrenlegion (auf Empfehlung des Finanzministers und gegen den Willen der kirchlichen Instanzen, die Abadie die ständige Überschreitung der festgelegten Budgets und seine unkontrollierten Ausgaben vorwarfen)
- 1869: Offizier der Ehrenlegion (auf Empfehlung des Ministers des kaiserlichen Hauses)
- 1871: Mitglied der Commission des monuments historiques (Kommission für die historischen Denkmäler)
- 1874: Mitglied der Académie des Beaux-Arts, nachdem er bereits zuvor zum Mitglied der Jury der École nationale des Beaux-Arts ernannt worden war